# Marc Forster
Pour les articles homonymes, voir Forster.
Marc Forster, né le 30 novembre 1969 à Illertissen (Bavière), est un réalisateur, scénariste et producteur de cinéma germano-suisse.
Il est notamment connu pour deux succès au box-office mondial : Quantum of Solace (2008) et World War Z (2013).

## Biographie
Le premier film qu'il voit au cinéma est Apocalypse Now de Francis Ford Coppola, à l'âge de 12 ans. Depuis ce film, il souhaite devenir réalisateur. Cadet d'une famille de trois enfants, il émigre avec ses parents à Davos en Suisse dès son plus jeune âge. Il est par la suite étudiant à l'Institut Montana Zugerberg. En 1990, il déménage à New York où il étudie le cinéma, à la New York University's film school jusqu'en 1993. Après cette période de formation, il part à Los Angeles, où il se fait remarquer avec un film à petit budget, Loungers, qui sort en 1995.
Il parvient ensuite à enchaîner avec deux drames : en 2000, La Somme de toute chose, puis le plus social À l'ombre de la haine, en 2001. Ce dernier lui vaut une première reconnaissance de la critique, permettant même à l'actrice principale Halle Berry de décrocher l'Oscar de la meilleure actrice. Il est dès lors convoité par le studio Warner pour réaliser le troisième opus de la franchise Harry Potter, mais il décline, préférant plutôt mettre en scène le biopic Neverland à la place. Le long-métrage, porté par les stars Johnny Depp et Kate Winslet, est un nouveau succès critique et commercial : il est récompensé par l'Oscar de la meilleure musique de film en 2004 et récolte 11 nominations aux British Academy Film Awards 2005.
Forster produit dès lors un film chaque année, dans des genres différents : le thriller fantastique Stay en 2005, avec Ewan McGregor et Naomi Watts, un échec critique et commercial ; puis en 2006, la comédie dramatique L'Incroyable Destin de Harold Crick, avec Will Ferrell à contre-emploi, qui surprend positivement la critique qui lui réserve un accueil très positif. En 2007, il revient à un projet plus intimiste : Les Cerfs-volants de Kaboul est un drame historique porté par des enfants, et également soutenu par la critique. Il est adapté du roman du même nom de Khaled Hosseini.
L'année suivante, il réalise la 22e aventure cinématographique de James Bond, Quantum of Solace. Le film souffre d'une production délicate, eu égard à des difficultés de scénario, et déçoit la critique et le public. En juin de la même année, il obtient la nationalité suisse. Il attend trois ans pour revenir à la tête d'un projet : mais le thriller d'action Machine Gun, avec Gerard Butler et Michelle Monaghan, sur lequel il officie aussi en tant que producteur, est un flop.
Il enchaîne en 2013 avec un autre blockbuster : World War Z souffre néanmoins aussi d'une production très difficile, liée à des problèmes de scénario et à des dépassements de budget. Contre toute attente, le film convainc plutôt la critique, et connaît un énorme succès commercial à travers le monde. Une suite est envisagée mais proposée à d'autres réalisateurs. Marc Forster revient alors à un projet personnel, le drame Je ne vois que toi, avec Blake Lively et Jason Clarke, dont il assure lui-même le scénario. Le film est présenté au Festival international du film de Toronto en 2016 et sort en salles en 2017.
Marc Forster met ensuite en scène le long-métrage Jean-Christophe et Winnie, sorti en 2018. Il s'agit d'une adaptation cinématographique en prise de vues réelle de la franchise Winnie l'ourson par Walt Disney Pictures, dans la veine de leurs films Alice au pays des merveilles (2010), Maléfique (2014) et Cendrillon (2015). Ewan McGregor y incarne Jean-Christophe, désormais adulte, qui retourne dans la forêt des rêves bleus pour retrouver Winnie l'ourson et ses amis Porcinet, Bourriquet, Grand Gourou et Petit Gourou.

## Filmographie

### Réalisateur
- 1995 : Loungers
- 2000 : La Somme de toute chose (en)  (Everything Put Together)
- 2001 : À l'ombre de la haine (Monster's Ball)
- 2004 : Neverland (Finding Neverland)
- 2005 : Stay
- 2006 : L'Incroyable Destin de Harold Crick (Stranger Than Fiction)
- 2007 : Les Cerfs-volants de Kaboul (The Kite Runner)
- 2008 : Quantum of Solace
- 2009 : LX Forty (court métrage)
- 2011 : Machine Gun
- 2013 : World War Z
- 2014-2015 : Hand of God (série télévisée) (2 épisodes)
- 2017 : Je ne vois que toi (All I See Is You)
- 2018 : Jean-Christophe et Winnie (Christopher Robin)
- 2022 : Le Pire Voisin au monde (A Man Called Otto)
- 2023  : White Bird: A Wonder Story

### Producteur
- 2005 : Sueño (en) de Renée Chabria
- 2009 : LX Forty (court métrage)
- 2011 : Machine Gun
- 2012 : Disconnect de Henry Alex Rubin
- 2013 : World War Z
- 2014-2015 : Hand of God (série télévisée) (10 épisodes)
- 2017 : Je ne vois que toi (All I See Is You)
- 2022 : Le Pire Voisin au monde (A Man Called Otto)

### Scénariste
- 1995 : Loungers
- 2000 : La somme de toute chose (en)  (Everything Put Together)
- 2009 : LX Forty (court métrage)
- 2017 : Je ne vois que toi (All I See Is You)

## Box-office
| Films                               | Budget        | Recettes mondiales |
| ----------------------------------- | ------------- | ------------------ |
| À l'ombre de la haine               | 4 000 000 $   | 44 909 486 $       |
| Neverland                           | 25 000 000 $  | 116 000 000 $      |
| Stay                                | 50 000 000 $  | 8 342 132 $        |
| L'Incroyable Destin de Harold Crick | 30 000 000 $  | 53 653 224 $       |
| Les Cerfs-volants de Kaboul         | 20 000 000 $  | 73 200 000 $       |
| Quantum of Solace                   | 200 000 000 $ | 586 100 000 $      |
| Machine Gun                         | 30 000 000 $  | 3 300 000 $        |
| World War Z                         | 190 000 000 $ | 540 000 000 $      |
| Je ne vois que toi                  | 30 000 000 $  | 217 644 $          |
| Jean-Christophe et Winnie           | 75 000 000 $  | 197 600 000 $      |
| Total                               | 604 000 000 $ | 1 623 618 600 $    |